# European Media Freedom Act
L'European Media Freedom Act (EMFA, in italiano Normativa europea sulla libertà di informazione, approvato come Regolamento UE 2024/2065) è un Regolamento europeo riguardante la garanzia per la libertà e la pluralità dell'informazione.
È entrato completamente in vigore dall'8 agosto 2025. 

## Descrizione
Proposto nel 2022 dalla Commissione europea e approvato dagli organi legislativi europei nel marzo 2024, si propone di salvaguardare la libertà e la pluralità d'informazione proteggendole da interferenze esterne o della politica dei vari stati membri. L'European Centre for Press and Media Freedom si è espresso nettamente a favore di tale proposizione.
Nell'agosto 2025 la legge europea entra in vigore, scatenando aspre polemiche in particolar modo in Italia per l'annunciata possibile multa che ne possa scaturire in un futuro non remoto: in particolare le opposizioni hanno affermato che la multa sarebbe dovuta al peggioramento della libertà di informazione principalmente sotto il governo Meloni.
Critiche importanti sono state mosse anche in Ungheria.